# Играчите от Титан
Играчите от Титан е роман на Филип Дик, написан през 1963 година.

## Сюжет
Внимание:  Текстът по-долу разкрива сюжета на произведението (или части от него)!
В бъдещето, война между Земята и извънземните Въгове е направила планетата гола и рядко населена. Оръжие, което е трябвало да унищожи въговете, е направило стерилна по-голямата част от човешката раса. Оцелите хора играят „играта“, която им позволява да спечелят недвижимости и брак, с надежда да се окаже, че не са стерилни и да имат потомство. Въговете администрират Играта по неизвестни причини.
Основният герой е участник в играта на име Пит Гардън, който трябва да играе, за да спечели съпруга след като е извадил лош късмет. Въговете се опитват да превземат Земята чрез Играта и се оказва, че Пит Гардън играе на изключително високи залози.